# Karekoppa, Channapatna
Karekoppa là một làng thuộc tehsil Channapatna, huyện Ramanagara, bang Karnataka, Ấn Độ.